# Agostinho dos Santos
Agostinho dos Santos (São Paulo, 25 avril 1932 - Paris, 12 juillet 1973) est un chanteur et compositeur brésilien. Il est particulièrement connu pour son interprétation des chansons Manhã de Carnaval et A Felicidade dans le film Orfeu Negro. Il participe au concert historique de bossa nova au Carnegie Hall à New York en 1962. Il meurt en 1973 dans la catastrophe aérienne du vol Varig RG-820, près de Paris.

## Biographie
Né à São Paulo, il débute comme crooner d'orchestre et travaille sur les radios América et Nacional . En 1955, il se rend à Rio de Janeiro pour chanter avec Ângela Maria et Sílvia Teles sur Rádio Mayrink Veiga. En 1956, Il fait un bref passage dans le rock'n'roll en enregistrant Até Logo, Jacaré, la version de Julio Nagib de See You Later, Alligator, de Bill Halley & His Comets. La même année, Il enregistre le LP Uma Voz e seus Sucessos, avec des chansons de Tom Jobim et Dolores Duran. En 1958, à la demande de Tom Jobim et Vinicius de Moraes, il est choisi pour être la doublure chantée du personnage d'Orfeu dans le film Orfeu Negro de Marcel Camus, ce qui lui vaut deux grands succès : Manhã de Carnaval (Luiz Bonfá / Antônio Maria (en)) et A Felicidade (Jobim / Moraes). Dans les années 50 et 60, il remporte plusieurs prix et travaille comme compositeur et chanteur. Il participe, avec l'ensemble d'Oscar Castro Neves, au Festival Bossa Nova qui se tient le 11 novembre 1962 au Carnegie Hall à New York. En 1973, alors qu'il est en route pour une tournée européenne, il décéde dans la catastrophe aérienne du vol Varig RG-820.

## Discographie partielle
- 1956 : Agostinho dos Santos avec l'orchestre d'Enrico Simonetti (Polydor)
- 1957 : Uma voz e seus sucessos (Polydor)
- 1959 : Bande originale du film Orfeu Negro (Philips)
- 1960 : Agostinho Sempre Agostinho (RGE)
- 1963 : Bossa Nova at Carnegie Hall (Audio Fidelity Records)
- 1966 : Agostinho dos Santos (Elenco)